# Маслопуща
Маслопуща (укр. Маслопуща) — село, входит в Стрельский сельский совет Сарненского района Ровненской области Украины.
Население по переписи 2001 года составляло 176 человек. Почтовый индекс — 34507. Телефонный код — 3655. Код КОАТУУ — 5625487202.

## Местный совет
34512, Ровненская обл., Сарненский р-н, с. Стрельск, ул. Чапленко, 22.